# Ubój

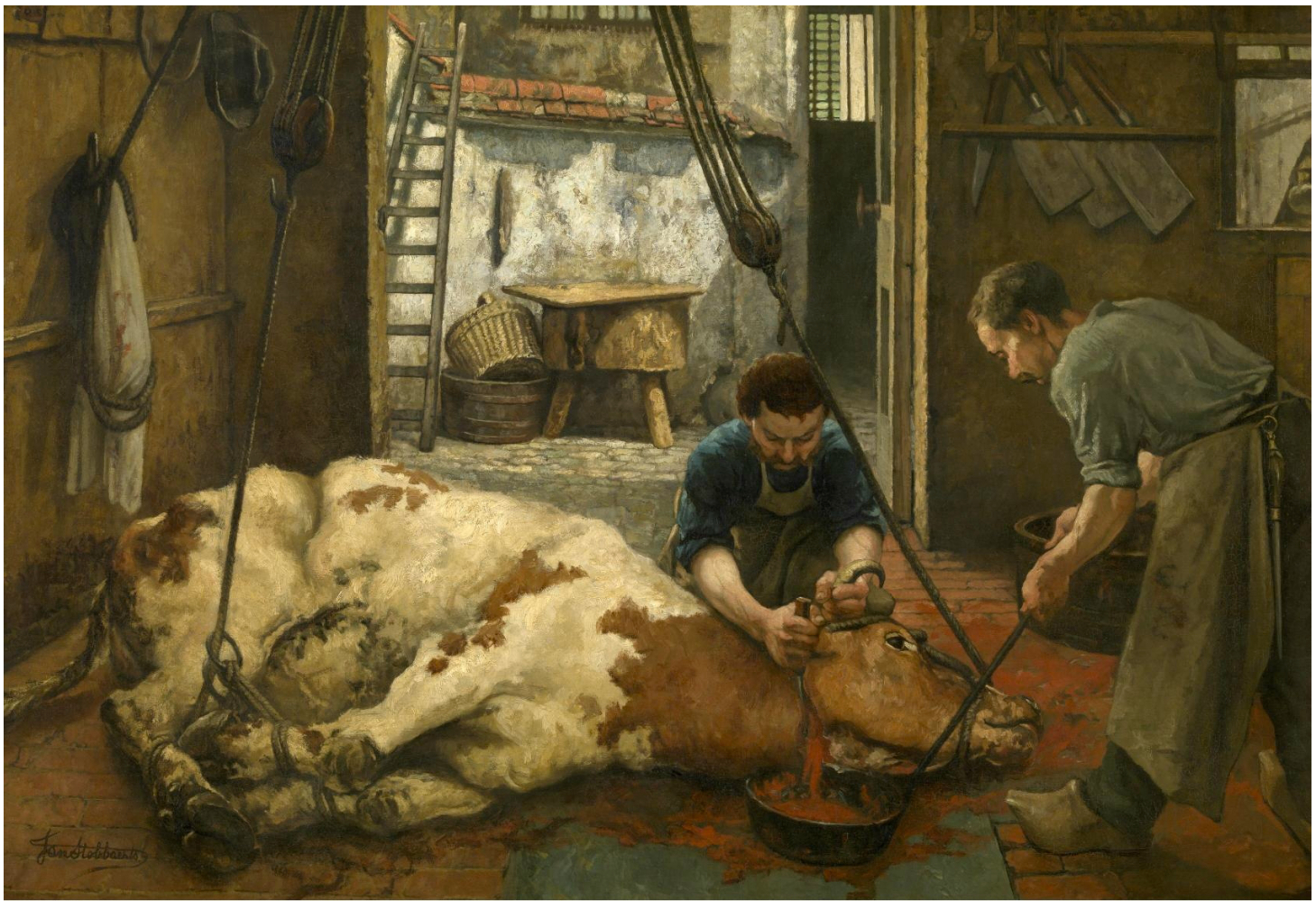
Ubój na obrazie Jana Stobbaertsa

Ubój – zabijanie zwierząt rzeźnych przez wykrwawienie w sposób uregulowany przepisami prawa. Można wyróżnić:
- ubój przemysłowy, dokonywany w rzeźniach
- ubój gospodarczy, dokonywany przez hodowcę w celu pozyskania mięsa na potrzeby własne lub jego sprzedaż
- ubój rytualny (szechita, halal) dokonywany zgodnie z przepisami niektórych religii[1], w niektórych krajach zabroniony ze względu na zakaz sprawiania zwierzętom cierpienia.

W Polsce sytuacja prawna uboju rytualnego jest skomplikowana. Ustawa o ochronie zwierząt z 1997 roku nakazuje ogłuszanie wszystkich zwierząt poddawanych ubojowi, jednak w 2004 roku minister rolnictwa dopuścił ubój rytualny rozporządzeniem, wbrew ustawie. § 8 ust. 2 tego rozporządzenia został uznany przez Trybunał Konstytucyjny za niezgodny z art. 34 ust. 1 i 6 ustawy o ochronie zwierząt, a przez to z art. 92 Konstytucji.
10 grudnia 2014 roku TK uchylił wyrokiem zakaz dokonywania uboju rytualnego. Zakaz ten zdaniem Trybunału naruszał wolność religii i sumienia wyrażoną w art. 53 Konstytucji.